# Melipotis surrepens
Melipotis surrepens är en fjärilsart som beskrevs av Walker 1857. Melipotis surrepens ingår i släktet Melipotis och familjen nattflyn. Inga underarter finns listade i Catalogue of Life.